# Dilbit
Le dilbit (de l'anglais diluted bitumen) est un bitume dilué avec des pétroles extra-légers afin d'en réduire la viscosité pour qu'il puisse être pompé dans un oléoduc. Selon les normes utilisées en Alberta, le dilbit est réalisé à partir de pétrole extra-lourd ou de bitume mélangé avec un condensat de gaz naturel afin de le rendre conforme aux normes de viscosité et de densité des oléoducs, en utilisant un diluant d'une densité inférieure à 800 kg/m3. Si la densité du diluant est égale ou supérieure à ce chiffre, le diluant est normalement du pétrole brut de synthèse et le mélange est alors désigné sous le terme de synbit.
Depuis 2004, un volume important de dilbit (250 000 barils par jour) est commercialisé sous le label Western Canadian Select, produit dans les installations de Husky à Hardity (Alberta) par quatre grandes compagnies : Cenovus, Canadian Natural Resources, Suncor et Talisman Energy. Il existe cependant quelque 25 autres variétés de dilbit.
Le bitume est trop visqueux pour pouvoir être pompé dans un oléoduc, sa consistance étant comparable à du beurre d'arachide. Il est donc soit mélangé à des composants légers, pour produire du dilbit (bitume dilué), dont le brut lourd Western Canadian Select (WCS) est la variété la plus standardisée parmi quelque 25 autres, soit envoyé dans une pré-raffinerie pour être transformé en pétrole brut de synthèse —en anglais synthetic crude oil (SCO). En 2011, l'Alberta traitait 57 % de sa production en SCO dans ses 5 pré-raffineries. Comme les projets de nouvelles pré-raffineries ont été abandonnés, le pourcentage du SCO devrait baisser, la production de bitume augmentant régulièrement.
Depuis 2012, le terme dilbit est évité par les agences gouvernementales et les producteurs de bitume, qui préfèrent parler de « pétrole non conventionnel » ou de WCS.

## Pourquoi diluer le bitume?
Le bitume et le pétrole extra-lourd proviennent souvent de gisements comme les sables bitumineux de l'Athabasca et le bassin de l'Orénoque au Venezuela. Avant 1980, la majeure partie du bitume produit était transportée par camion, mais le camionnage est une activité saisonnière et relativement coûteuse et inefficace comparée au transport par oléoduc. Or, le bitume non dilué est trop visqueux et trop dense pour être acheminé par pipeline. Pour le fluidifier, il doit être dilué avec un fluide d'une très faible viscosité et non susceptible de produire une précipitation chimique. En 1985, Encana a démontré l'intérêt du dilbit en mettant en place un double oléoduc transportant le diluant d'Edmonton à Cold Lake et le dilbit de Cold Lake à Edmonton.
Le dilbit est aussi maintenant transporté par rail. Le transport du dilbit par wagon-citerne exige moins de diluant que son acheminement par oléoduc, ce qui compense en partie le coût plus élevé de ce mode de transport.

## Comment diluer le bitume?
Le diluant le plus communément utilisé est le condensat de gaz naturel, et particulièrement les composants du naphte. Comme la production de condensat est insuffisante en Alberta, plafonnant à 160 000 bbl/j en 2010, les transporteurs de bitume utilisent aussi comme diluants du naphte produit par catalyse et du pétrole brut de synthèse. On en importe aussi de grandes quantités des États-Unis, jusqu'à 260 000 bbl/j en 2010. Même s'il faut un plus grand pourcentage de pétrole brut de synthèse, une étude conclut que celui-ci fournit un mélange plus stable que le condensat.
L'Office national de l'énergie a établi comme standard pour le dilbit une proportion de condensat de 33 % (ce qui donne un poids API de 21,5 et un contenu en soufre de 3,3 %], tandis qu'elle est de 50 % de pétrole brut de synthèse pour le synbit,,,. En sélectionnant divers types de diluant et de proportions, les transporteurs de bitume essaient de réduire les coûts des composants, tout en augmentant la valeur du mélange et en maintenant sa fluidité pour le pompage par oléoduc. La proportion de mélange peut aller de 25 à 55 % de diluant par unité de volume, selon les caractéristiques respectives du bitume et du diluant, les spécifications de l'oléoduc, les conditions d'exploitation et les exigences de la raffinerie.
Une autre méthode est le traitement par mousse (en), qui procède par extraction des composants lourds plutôt que par addition d'éléments légers.

## Traitement et raffinage du dilbit
Le diluant peut être séparé du dilbit par distillation et réutilisé. Il est aussi possible de raffiner le dilbit tel quel. Le dilbit et le synbit sont alors traités en raffinerie comme des bruts lourd ou moyen, respectivement. Comme le dilbit contient des hydrocarbones à la limite extrême de viscosité admise, ce produit peut être plus difficile à traiter que le brut ordinaire. Le dilbit ne constitue normalement qu'une petite portion de l'alimentation d'une raffinerie normale, mais de nouvelles raffineries sont construites en fonction de ce type de brut, notamment par Valero.

## Problèmes environnementaux
Le 25 juillet 2010, un oléoduc de la firme Enbridge a laissé s'échapper 3 320 m3 de bitume dans la rivière Kalamazoo. Les composants légers se sont évaporés dans l'atmosphère en laissant sur place les éléments lourds qui ont coulé au fond, rendant le nettoyage extrêmement difficile et coûteux,. 
Une étude réalisée entre 2015 et 2017 semble montrer que les éléments lourds du dilbit ne sombrent dans un réservoir d'eau douce qu'au bout de 21 jours et qu'ils tendent au contraire à former une couche visqueuse à la surface, ce qui rendrait un déversement accidentel de dilbit plus facile à nettoyer que s'il s'agissait de pétrole léger.  
Par ailleurs, les diluants qui forment jusqu'à 40 % de la mixture —benzène, toluène et HAP— se dissipent dans l'atmosphère et engendrent divers symptômes, tels nausée, vertiges, maux de tête, toux et sensation de fatigue chez 60 % des gens qui y sont exposés. En outre, les HAP ont été identifiés comme pouvant causer le cancer, l'asthme et des problèmes hormonaux,,(en) . 
Une étude révèle aussi que les pipelines qui transportent du dilbit connaissent en moyenne 3,6 fois plus de fuites par km que la moyenne nationale aux États-Unis entre 2010 et 2012. Cela avait d'abord été imputé au fait que le dilbit serait plus corrosif que le pétrole léger, mais des études ultérieures semblent indiquer que ce n'est pas le cas.

## Aspects légaux
La loi américaine ne classifie pas le dilbit comme étant du pétrole, ce qui l'exempte de la taxe d'accise de 8 ¢ par baril appliquée aux produits pétroliers circulant par oléoduc, et qui est destinée à couvrir les frais de nettoyage d'un déversement accidentel. Dans le cas du déversement de la Kalamazoo, les coûts de nettoyage se montaient à 809 millions$ US, au 12 août 2012, somme dont Enbridge a payé 765 millions.

## Solution alternative sans diluant
En septembre 2019, Cal Broder annonce avoir mis au point et testé le procédé Bitcrude, qui retire du sable bitumineux les pétroles légers et produit une substance solide qui est non-inflammable, flotte en eau douce ou en eau salée et n'est pas toxique pour la vie marine.